# کورنیه (فرانسه)
کورنیه (به فرانسوی: Cornier) (تلفظ در فرانسوی: [kɔʁnje]) یک کمون در دپارتمان اوت-ساووآ  در ناحیه اوورنی-رون-آلپ  در  فرانسه است.